# Krytyka

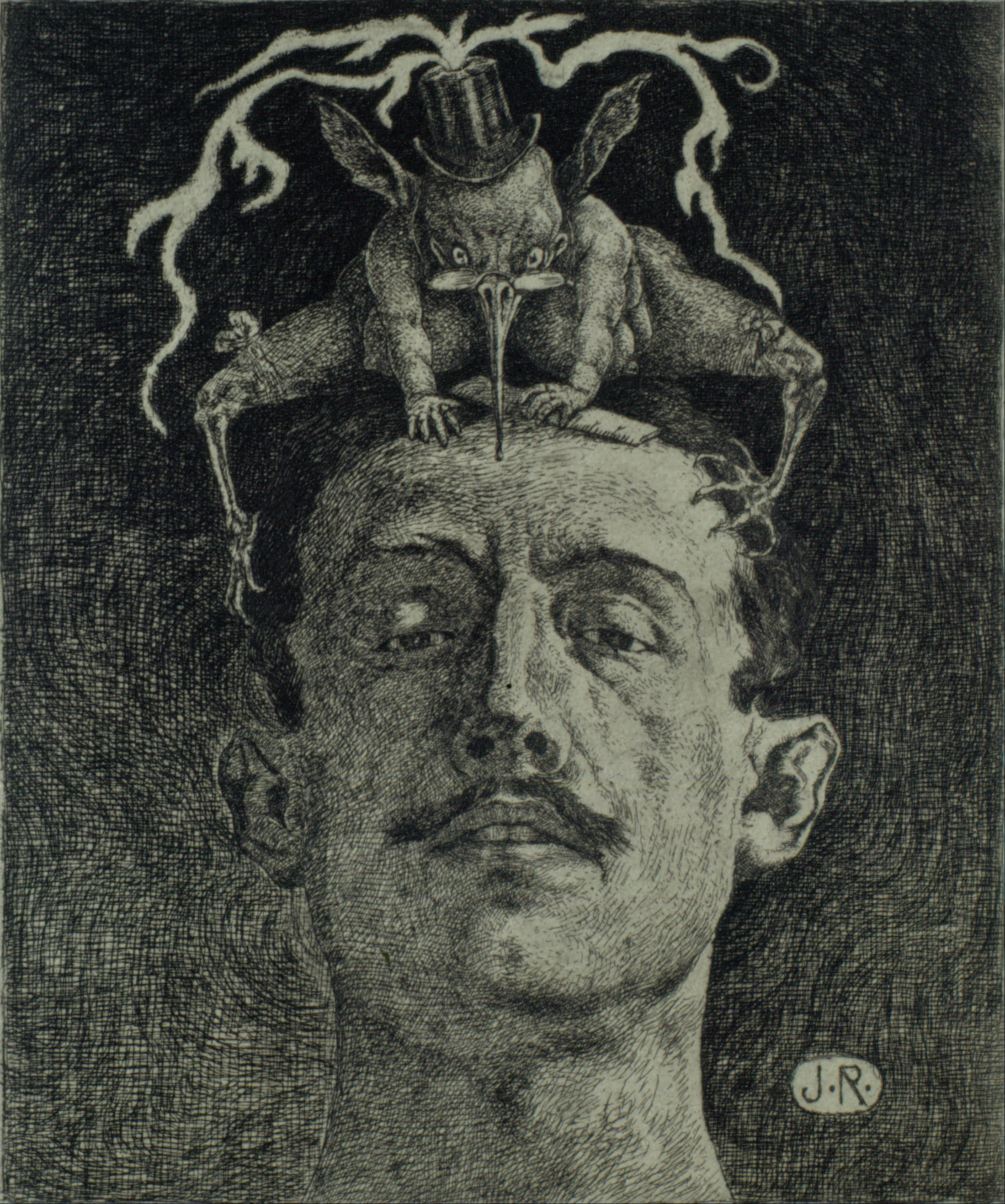
Krytyka – grawiura Julio Ruelasa, ok. 1907.

Krytyka (łac. criticus – osądzający) – analiza i ocena dobrych i złych stron z punktu widzenia określonych wartości (np. praktycznych, etycznych, poznawczych, naukowych, estetycznych, poprawnych) jako niezbędny element myślenia.
Może dotyczyć wielu dziedzin np. nauki (krytyka naukowa), poprawności formalnej (krytyka logiczna), poprawności merytorycznej (krytyka merytoryczna lub krytyka empiryczna) czy też metod (krytyka metodologiczna).
W mowie potocznej wyraz krytyka oznacza zwykle wystąpienie (słowne lub pisemne) przeciwko jakiemuś zjawisku, osobie, faktowi lub sposobowi rozwiązania problemu i jest powiązane z negatywną oceną tych faktów. W skrajnej postaci może też być synonimem tzw. nagonki.
„Reguły Rapaporta” – przepis na udany komentarz krytyczny:
- Powinieneś wyrazić stanowisko swojego przeciwnika tak jasno, dokładnie i sprawiedliwie, aby powiedział on: „Dziękuję, żałuję, że nie pomyślałem, aby ująć to w ten sposób”.
- Powinieneś wyliczyć wszystkie punkty sporne (zwłaszcza jeśli nie są przedmiotem ogólnej czy powszechnej zgody).
- Powinieneś wspomnieć o wszystkim, czego nauczyłeś się od swego przeciwnika.

Tylko wtedy masz prawo wypowiedzieć choćby jedno słowo krytyki lub podjąć próbę odrzucenia krytykowanego stanowiska. (Daniel C. Dennett)